# Copa Continental d'hoquei sobre patins masculina 2007-2008

Cartell del partit

La vint-i-vuitena edició de la Copa Continental d'hoquei patins masculina es disputà el 3 de març de 2009 a la ciutat de Pamplona (País Basc). La copa, disputada a un sol partit, enfrontà el vencedor de la Copa d'Europa, el FC Barcelona Sorli Discau contra el vencedor de la Copa de la CERS, el Cemex Tenerife. El partit fou arbitrat pels col·legiats del comitè gallec Jorge García i María Teresa Martínez i el va guanyar el Barcelona per 3 gols a 1. El davanter argentí del Tenerife, Lucas Ordóñez, fou escollit millor jugador del partit.

## Resultat
| 3 de març de 2009 20:30 |     |                                |                                                                                            |
| Cemex Tenerife          | 1-3 | FC Barcelona Sorli Discau      | Pavelló Esportiu Oberena Àrbitres: J. García i M.T. Martínez Assistència: 500 espectadors. |
| Costa 27'               |     | Panadero 10' Borregán 16', 40' | Pavelló Esportiu Oberena Àrbitres: J. García i M.T. Martínez Assistència: 500 espectadors. |

|                               |
| Campió BARCELONA SORLI DISCAU |